# Astra 400
Astra 400 — испанский самозарядный пистолет от производителя оружия Astra-Unceta у Cia SA. Изготовлен в качестве замены Campo-Giro 1913. Был стандартным пистолетом в испанской армии во время испанской гражданской войны.

## Конструкция
Конструкции патронника и магазина пистолета позволяют заряжать и стрелять не только штатным патроном 9×23 мм Ларго (9х23 мм Бергманн-Байард), но также несколькими другими типами патронов калибра 9 мм (9×19 мм Парабеллум и 9×22 мм Browning Long).
Схема со свободным затвором не слишком распространена для пистолетов под столь мощные боеприпасы, но стрельба из пистолета Astra 400 обеспечивала хорошую точность, достаточную надежность и малую отдачу.
До окончания второй мировой войны было выпущено 106 175 шт. пистолетов «Astra 400», при этом часть выпущенных пистолетов была продана или поставлена за пределы Испании.

## Страны-эксплуатанты
- Королевство Испания — принят на вооружение в августе 1921 года[2]
- Франция — в 1920-е годы находился на вооружении французской армии[2]
- Вторая Испанская Республика — пистолеты выпуска военного времени, поступавшие на вооружение армии Испанской республики, имели клеймо RE[2]
- Франкистская Испания — оставался на вооружении до 1950 года[2]
- нацистская Германия — поставлялся из Испании в годы Второй мировой войны для вермахта, был принят на вооружение под наименованием Pistole 642(f). Всего было продано 6000 шт. по цене 43,9 рейхсмарки за пистолет[6]
- Чили — 842 шт. было продано в Чили, пистолеты поступили на вооружение военно-морского флота[6]
- Уругвай — Полиция Монтевидео[7].
- Алжир — Astra 300 и 400[8]